# 埃斯卡洛尼利亚
埃斯卡洛尼利亚，是西班牙卡斯蒂利亚-拉曼恰托莱多省的一个市镇。总面积51平方公里，总人口1409人（2001年），人口密度28人/平方公里。